# Parichvost
Údolí Parichvost je východní větví Jalovecké doliny v Západních Tatrách na Slovensku. Protéká jí Jalovčanka (Jalovský potok). Údolím vede modře značený turistický chodník z Jalovce do Baníkovského sedla.
Dne 18. března 1995 zde pod lavinou zahynul český ekolog a politik Josef Vavroušek s dcerou Petrou.